# Quận Clarendon, South Carolina
Quận Clarendon là một quận trong tiểu bang South Carolina. Dân số năm 2000 là 32.502 người; năm 2005, Cục điều tra dân số Hoa Kỳ ước tính dân số quận là 33.363. Quận lỵ đóng ở Manning.6

## Địa lý
Theo Cục điều tra dân số Hoa Kỳ, quận có tổng diện tích 696 dặm Anh vuông (1.802 km²), trong đó, 607 dặm Anh vuông (1.573 km²) là diện tích đất và 88 dặm Anh vuông (229 km²) trong tổng diện tích (12.72%) là diện tích mặt nước.

### Các xa lộ chính
| - Interstate 95 - US 15 - US 52 - SC 261 - US 521 - US 301 - US 378 |

### Quận giáp ranh
- Quận Sumter, South Carolina - Bắc
- Quận Florence, South Carolina - Đông bắc
- Quận Williamsburg, South Carolina - Đông
- Quận Berkeley, South Carolina - Đông nam
- Quận Orangeburg, South Carolina - Tây nam
- Quận Calhoun, South Carolina - Tây

### Khu bảo tồn thiên nhiên
- Santee National Wildlife Refuge

## Thông tin nhân khẩu
Theo cuộc điều tra dân số2 tiến hành năm 2000, quận này có dân số 32.502 người, 11.812 hộ, và 8.599 gia đình sinh sống trong quận này. Mật độ dân số là 54 người trên mỗi dặm Anh vuông (21/km²). Đã có 15.303 đơn vị nhà ở với một mật độ bình quân là 25 trên mỗi dặm Anh vuông (10/km²). Cơ cấu chủng tộc của dân cư sinh sống tại quận này gồm 44.93% người da trắng, 53.14% người da đen hoặc người Mỹ gốc Phi, 0.24% người thổ dân châu Mỹ, 0.26% người gốc châu Á, 0.03% người các đảo Thái Bình Dương, 0.88% từ các chủng tộc khác, và 0.52% từ hai hay nhiều chủng tộc. 1.72% dân số là người Hispanic hoặc người Latin thuộc bất cứ chủng tộc nào.
Có 11.812 hộ trong đó có 31.40% có con cái dưới tuổi 18 sống chung với họ, 48.50% là những cặp kết hôn sinh sống với nhau, 19.80% có một chủ hộ là nữ không có chồng sống cùng, và 27.20% là không gia đình. 24.60% trong tất cả các hộ gồm các cá nhân và 10.30% có người sinh sống một mình và có độ tuổi 65 tuổi hay già hơn. Quy mô trung bình của hộ là 2.62 còn quy mô trung bình của gia đình là 3.12.
Cơ cấu độ tuổi dân cư quận có 25.70% dưới độ tuổi 18, 10.50% từ 18 đến 24, 25.10% từ 25 đến 44, 24.70% từ 45 đến 64, và 14.00% người có độ tuổi 65 tuổi hay già hơn. Độ tuổi trung bình là 37 tuổi. Cứ mỗi 100 nữ giới thì có 96.40 nam giới. Cứ mỗi 100 nữ giới có độ tuổi 18 và lớn hơn thì, có 94.20 nam giới.
Thu nhập bình quân của một hộ ở quận này là $27.131, và thu nhập bình quân của một gia đình ở quận này là $33.951. Nam giới có thu nhập bình quân $28.459 so với mức thu nhập $20.011 đối với nữ giới. Thu nhập bình quân đầu người của quận là $13.998. Khoảng 18.70% gia đình và 23.10% dân số sống dưới ngưỡng nghèo, bao gồm 28.10% những người có độ tuổi 18 và 24.60% là những người 65 tuổi hoặc già hơn.

## Các khu vực dân cư
- Alcolu (không hợp nhất)[2][3]
- Manning
- Paxville
- Silver (not incorporated)[4][5]
- Summerton
- Turbeville